# Alexandre de Cyrène
Pour les articles homonymes, voir Alexandre.
Alexandre est un fils de Simon de Cyrène et un frère de Rufus (en).

## Famille d'Alexandre
Alexandre est un fils de Simon de Cyrène identifié à Siméon Niger mentionné dans les Actes des Apôtres.
Alexandre est le frère de Rufus (en) identifié à Rufus (en) et à Rufus évangélisateur d'Avignon.
Dans l'Épître aux Romains, l'apôtre Paul de Tarse envoie ses salutations à Rufus (en) et à sa mère mais il ne mentionne ni Simon de Cyrène le père de Rufus (en) ni Alexandre le frère de Rufus (en).

## Ossuaire d'Alexandre
En 1941 deux archéologues israéliens Eleazar Sukenik et Nahman Avigad (en) découvrent dans la vallée du Cédron près de Jérusalem une tombe contenant 10 ossuaires, 13 vases et une lampe à huile qui permettent de dater la découverte au premier siècle. L'ossuaire numéro 9 porte des inscriptions qui font référence à un Alexandre de Cyrène fils de Simon. Tal Ilan de l'université hébraïque de Jérusalem et de l'université libre de Berlin estime que celui-ci est « Alexandre fils de Simon de Cyrène. »

## Alexandre l'hérétique
Un chrétien hérétique nommé Alexandre est mentionné dans le Nouveau Testament,,. L'identification des trois personnages en un seul individu est possible.